# Serrat Rodó (Castellcir)
El Serrat Rodó és un serrat de 865,6 metres d'altitud del terme municipal de Castellcir, a la comarca del Moianès. És a la part més oriental del terme, a l'est del Castell de Castellcir. Separa les valls del torrent del Bosc, a migdia, i del torrent de Centelles, al nord. És la continuïtat cap a l'est de la Serra de Roca-sitjana. Més a llevant, ja dins del terme de Sant Martí de Centelles, es troba el turó de Puig Oriol. En el seu vessant nord-est hi ha el coll de l'Era d'en Coll, i a ponent, el de les Escaletes. El nom d'aquest serrat prové de la seva forma arrodonida, sobretot en comparació amb la seva continuïtat cap al sud-oest, l'allargassada Serra de Roca-sitjana.